# David Romero
Nelson David Romero (Frías, Santiago del Estero, Argentina; 21 de mayo de 1987) es un futbolista argentino. Juega de delantero y su equipo actual es Mitre de Santiago del Estero de la Primera Nacional. "La Bestia" consiguió el 18 de enero de 2021 su segundo ascenso a la Primera Nacional, el primer ascenso fue en el Federal A 2016/2017, ni más ni menos con el clásico rival de su Pasado club, el Club Atlético Mitre.
Surgido de Talleres de Frías, debutó como jugador en el año 2007. En 2011 tuvo un paso por Defensores de Esquiú donde jugó menos de un año. En el segundo semestre de 2011 pasó a San Lorenzo de Alem, siendo luego cedido en el mismo año a Coinor de Frías para luego volver al Ocotero catamarqueño que terminó comprando su pase.
En 2016 pasó a Mitre de Santiago del Estero, logrando el segundo ascenso a la B Nacional en el Federal A 2016/17.

## Clubes
| Club                 | País      | Año       |
| -------------------- | --------- | --------- |
| Talleres de Frías    | Argentina | 2007-2011 |
| Defensores de Esquiú | Argentina | 2011      |
| San Lorenzo de Alem  | Argentina | 2011-2012 |
| Coinor de Frías      | Argentina | 2012      |
| San Lorenzo de Alem  | Argentina | 2012-2015 |
| Mitre                | Argentina | 2016-2018 |
| Chaco For Ever       | Argentina | 2019      |
| Güemes               | Argentina | 2019-2022 |
| Mitre                | Argentina | 2022-Act. |

## Palmarés

### Distinciones individuales
| Distinción                               | Año  |
| ---------------------------------------- | ---- |
| Goleador del Torneo Federal A (18 goles) | 2015 |